# 2 Stereo
2 Stereo empezó como un dúo venezolano de música pop y electro pop formado por el productor Juan Carlos Alarcón Vargas y el músico y compositor Víctor Alberto Utrera Campos (Conocido ahora como Torio Ucampos). 2 Stereo alcanzó una gran popularidad dentro de la plataforma anunciada por MTV Latinoamérica llamada MTV Demo, un medio social especializado en música, auspiciado, para ese entonces, por Blackberry, operado actualmente por Ourstage.com, y que fue diseñada para presentar artistas emergentes con una creciente base de fanáticos. A través de esta iniciativa, la cadena también lanzó un concurso panregional que consistía en buscar al mejor nuevo artista pop.
A principios de la carrera, el dúo era influenciado por bandas como Daft Punk y Backstreet Boys. Se encontraban originalmente en una banda llamada Punch, que se disolvió después de un corto periodo de tiempo, permitiendo a los dos crear música por su cuenta. Años más tarde formaron el dúo principalmente para participar en el concurso lanzado por la plataforma de MTV Demo quedando en el top 10 del concurso y renqueando en el segundo lugar para noviembre de 2011.
En el año de 2017 lanzan su primer álbum conceptual llamado "Atmósfera Letal" en todas las principales plataformas digitales de distribución musical, siendo uno de los pocos dúos o grupos venezolanos en tocar éste estilo de música. Para el año de 2019 Víctor Alberto Utreras Campos abandona el dúo y Juan Carlos Alarcón Vargas adopta el nombre de "2 Stereo" como su nombre artístico.